# Matzah
La matzah (o matzà in ebraico מַצָּה‎?, pronuncia mazzà; pl. matzot), nota anche come matzo, matzos in yiddish, è il pane non lievitato (o azzimo: a base di farina e acqua) proprio della cucina ebraica, che è consumato quale alimento rituale nella festa di Pesach (Pasqua ebraica).

## Significato religioso

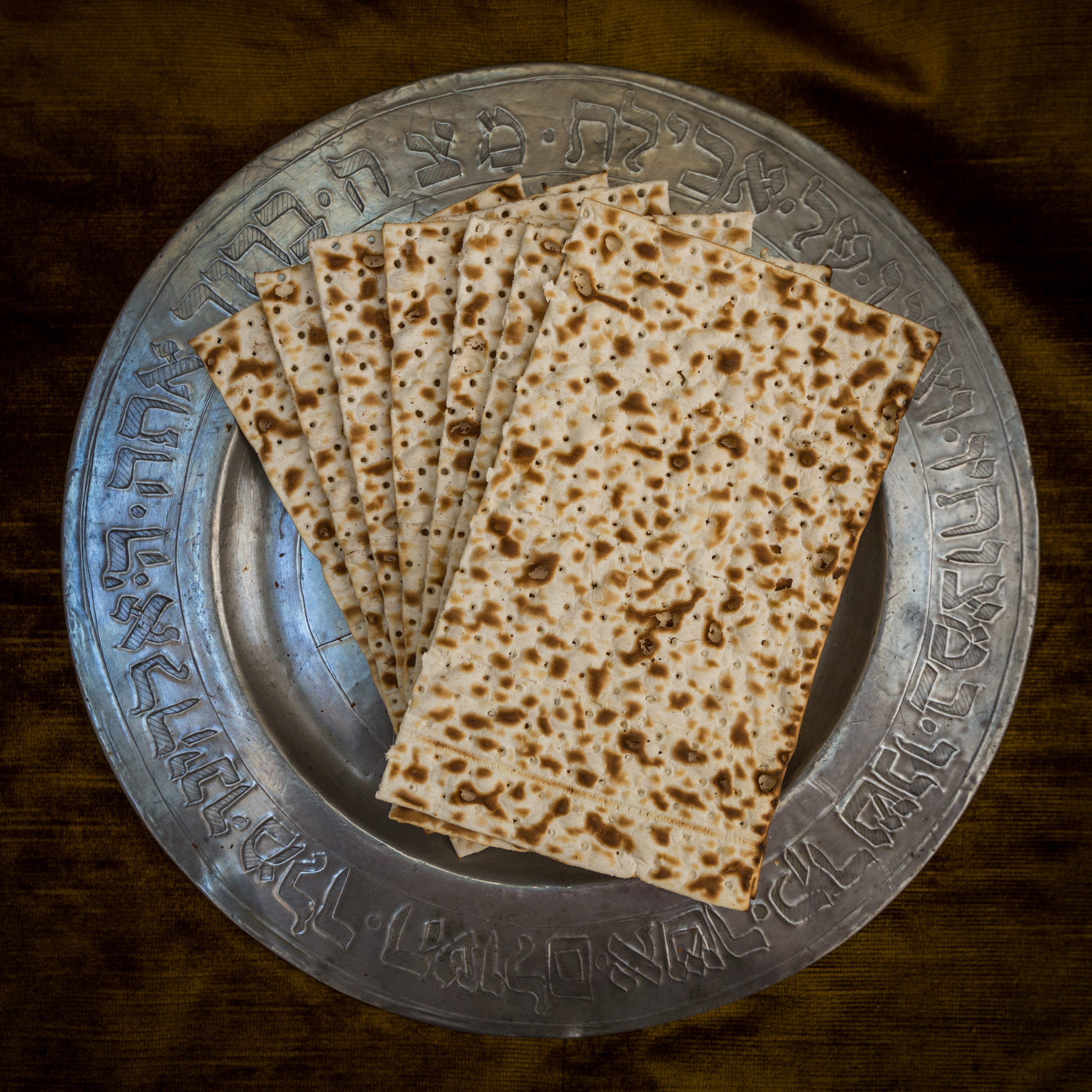

L'uso tradizionale come cashrut durante Pesach è in ricordo del frettoloso abbandono delle case in occasione dell'uscita dall'Egitto durante il quale, secondo il libro biblico dell'Esodo e la tradizione orale, gli ebrei non ebbero il tempo di lasciar lievitare il pane prima di cuocerlo. 
Vige l'obbligo di cibarsi di Matzah anche a Pesach shenì, il 14 del mese di Iyar.

## Preparazione
Viene preparata miscelando la farina con l'acqua, senza l'aggiunta di lievito o altri ingredienti come il sale e mettendo l'impasto in forno. Un tipo particolare di matzah è la matzah shemura in cui il controllo dell'assenza di lievitazione si estende anche alla fase di conservazione del grano, prima e dopo la macinazione.
Secondo la Halakhah si possono utilizzare solo cinque cereali per produrre la farina della matzah: frumento, orzo, avena, segale e spelta.
Solitamente preparata in sottili fogli di forma quadrata, nella tradizione della cucina ebraica italiana esiste anche in forma di "panetti" relativamente spessi.

## Letteratura
Nel romanzo "Golem" di Isaac B. Singer si racconta dei pregiudizi contro gli ebrei di Praga, accusati di impastare le mazzot con il sangue dei cristiani.